# شيلا سري براكاش
شيلا سري براكاش (بالهندية: शीला श्रीप्रकाश؛ بالإنجليزية: Sheila Sri Prakash) هي مهندسة معمارية هندية، ولدت في 6 يوليو 1955 في بوبال في الهند.